# Rohozub nachový
Rohozub nachový (Ceratodon purpureus) je druh mechu řadící se k čeledi útlovláskovitých.
Patří mezi plevelné mechy rozšířené hlavně u lidských sídlišť, na narušených lokalitách ale i na spálené půdě.

## Popis
Rohozub nachový je hojně rozšířený, plevelný, krátký mech tvořící husté chomáčky nebo polštářky. Lodyžka je vzpřímená, dlouhá až 3 cm. Vidličnatě se větví.
Štět vybíhající z lodyžky je zelený. Začátkem jara dosáhne maximální výšky a barva se změní ze zelené na červenou. Výjimečně se může zbarvit do oranžova. Válcovitá tobolka je přímá až horizontální s podélnou brázdou a náznakem volátka na krku.

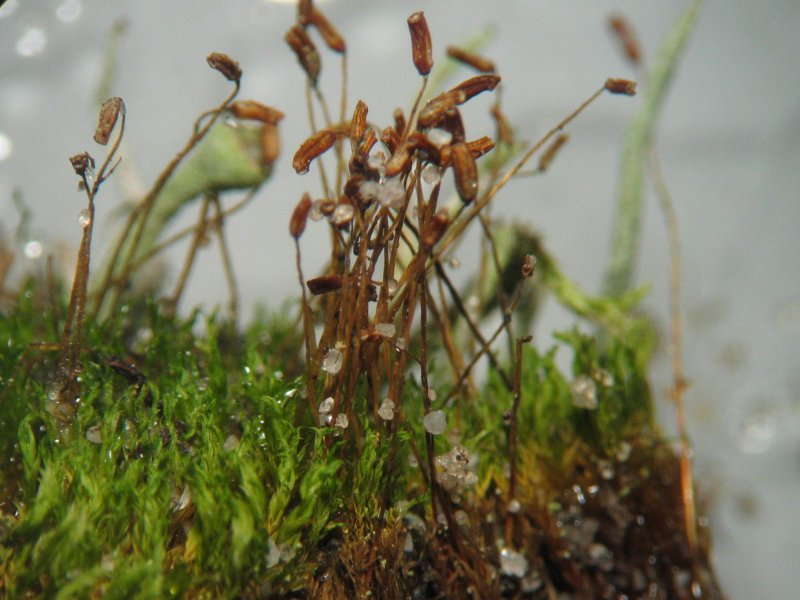
Ceratodon purpureus

## Výskyt
Tento druh je kosmopolitně rozšířen. Vyskytuje se na všech typech substrátů – štěrkové i písčité půdy, dřevo, skály, ale i na starých střechách a v prasklinách chodníků. Toleruje širokou škálu pH i mnohem vyšší úroveň znečištění než jiné mechy.
Najdeme ho i na narušených lokalitách, kde jeho hojnost přispívá k nahromadění organických látek v půdě a tím i k vývinu a rozvoji bezobratlých živočichů.
Spolu s rohozubem nachovým můžeme na takových místech nalézt i vrbovku úzkolistou (Chamerion angustifolium) a Anaphalis margaritacea.

## Rozmnožování
Rozmnožování může probíhat vegetativně nebo výtrusy (sporami). Hlavní metodou rozšiřování spor je vítr. Napomáhají tomu však i změny vlhkosti, které způsobují kroucení a ohýbání štětu s tobolkou což vede k lepšímu roznesení výtrusů.
Klíčení spor je dvoufázový proces. Nejprve spory nabobtnají a posléze se roztáhnou a vyklíčí. Pokud jsou výtrusy rohozubu udržovány v suchu, zůstanou životaschopné i po několik (až šestnáct) let.
V polovině léta se štět s tobolkou rozpadá a láme.